# Ильпивеем
Ильпивеем (Ильпи) — река в Россия, на северо-востоке Камчатского края.
Длина реки — 112 км, площадь водосборного бассейна — 1790 км². Протекает по территории Олюторского района Камчатского края. Впадает в бухту Анастасии.
Названа по мысу Ильпинский, его название в свою очередь произошло от корякского ылпылӈын либо чукотского ылпылгын — «щека».
Воды реки являются местом нереста лососёвых.

## Притоки
Объекты перечислены по порядку от устья к истоку.
- 4 км: Айлиоланваям
- 5 км: Овражный
- 16 км: Имолканьявваям
- 31 км: река без названия
- 33 км: река без названия
- 36 км: река без названия
- 46 км: река без названия
- 49 км: река без названия
- 53 км: река без названия
- 68 км: Матыскен
- 79 км: река без названия
- 100 км: река без названия

## Данные водного реестра
По данным государственного водного реестра России относится к Анадыро-Колымскому бассейновому округу.
Код объекта в государственном водном реестре — 19060000212120000001634.